# Курдиков, Олег Николаевич
Олег Николаевич Курдиков (13 апреля 1969) — советский и российский футболист, играл на позиции защитника и полузащитника.

## Карьера
Воспитанник ДЮСШ «Геолог» (Тюмень), где и в 1985 году начинал профессиональную карьеру. В 1987 году играл за тюменский любительский клуб «Монтажник», после чего играл за другой любительский куб из Тюмени — «Спартак». В 1991 году провёл 25 матчей за «Прогресс» Бийск. После распада СССР перебрался в «Нефтяник» Урай, однако проведя полгода в команде вернулся в Тюмень, в родной клуб, который к этому времени носил название «Динамо-Газовик». 3 октября 1992 года в выездном матче 7-го тура турнира на выбывание против ярославского «Шинника», выйдя на 52-й минуте встречи вместо Сергея Ковалёва дебютировал за «Динамо-Газовик» в высшей лиге. В 1994 году перешёл в тобольский «Иртыш», в котором в 1999 году завершил профессиональную карьеру, проведя за клуб 133 матча в чемпионатах России и 4 игры в Кубке страны.